# Stefan Bursche
Stefan Bursche (ur. 3 października 1887 w Wiskitkach, zm. 17 lutego 1940 w lasach lućmierskich) – inżynier mechanik, syn biskupa ewangelickiego Juliusza Bursche i Amalii Heleny z domu Krusche pochodzącej z rodu pabianickich przemysłowców w tamtejszym przemyśle włókienniczym.
W czerwcu 1919 roku rozpoczął pracę w fabryce przemysłu metalowego Towarzystwa Akcyjnego „Józef John” w Łodzi, a następnie w Towarzystwie Akcyjnym Wyrobów Bawełnianych Ludwika Geyera. W roku 1929 przeniósł się do Pabianic, gdzie objął stanowisko członka dyrekcji w tamtejszej fabryce przemysłu bawełnianego Krusche i Ender.
W latach 1926–1929 był naczelnikiem zakładowego oddziału straży pożarnej w fabryce Geyera (XII Oddział Łódzkiej Ochotniczej Straży Ogniowej), był też ławnikiem Sądu Okręgowego w Łodzi oraz aktywnym członkiem zarządu oddziału łódzkiego PCK. Od 8 stycznia 1934 roku był członkiem Rady Szpitalnej w Pabianicach.
9 września 1939 roku został aresztowany przez Niemców, zwolniony i ponownie aresztowany 9 stycznia 1940 roku, a następnie rozstrzelany 17 lutego w lasach lućmierskich. Symboliczny grób znajduje się na cmentarzu ewangelicko-augsburskim w Warszawie (aleja 9, grób 2/3/4).
Był ojcem dwóch córek: Marii i Jadwigi.